# Ват Сиенгтхонг
Ват Сиенгтхонг (лаос. ວັດຊຽງທອງ) — буддийский храм (ват), расположенный в городе Луангпхабанг в Лаосе. Находится на северной оконечности полуострова, образованного реками Меконг и Нам Кханг.

## История
Храм был возведён в 1560 году лаосским королём Сеттатиратом и во время существования Королевства Лаос находился под королевской опекой. Подобно королевскому дворцу, этот ват был расположен возле Меконга. В 1880 году к храму была добавлена библиотека Трипитака, а затем, в 1961 году, — барабанная башня. Ват Сиенгтхонг, наряду с храмом, носящим название Ват Май Суваннапхумахам, практически не пострадали во время разграбления города в 1887 году. Это произошло из-за того, что лидер «чёрных флагов», или «хо», по имени Део Ван Три в молодости обучался здесь как монах. Сам храм он использовал в качестве штаба во время вторжения.

## Архитектура
Здание храма представляет собой воплощение классической храмовой архитектуры Луангпхабанга, когда скаты крыши, постепенно изгибаясь, спускаются почти к самой земле. На задней стене сооружения выложены мозаикой на красном фоне изображения различных птиц и зверей, запечатлённые в серебряных, сиреневых и зелёных цветах. Внутри же, помимо настенных изображений на деревянные колонны, несущие потолок, нанесены золотые изображения дхармачакр, или «колёс дхармы».
С одной стороны храма есть несколько небольших зал и ступ, в которых находятся изображения Будды. Здесь также присутствует святилище лежащего Будды (фр. La Chapelle Rouhe — «Красная часовня»), где находится очень редкая статуя лежащего Будды. Создание этой единственной в своём роде статуи относят ко времени создания самого храма. В 1931 году она была перевезена в Париж и показана на Парижской выставке. Далее это произведение искусства хранилось во Вьентьяне вплоть до 1964 года, когда оно было возвращено в Луангпхабанг. Прямо перед статуей помещены несколько бронзовых сидячих Будд разных размеров и времён. По другую сторону алтаря в этом помещении находятся разукрашенные полотна, изображающие ступу и стоящего Будду.
У восточных ворот комплекса стоит 12-метровое здание для королевского похоронного экипажа, в котором находится сам похоронный экипаж, украшенный головой дракона, и позолоченные урны для членов королевской семьи. Здесь же в стеклянных ящичках находятся куклы королей, которые когда-то использовались для специального кукольного представления. Позолоченные панели на внешних стенах здания изображают полуэротические сцены из «Рамаяны».
Сегодня это место является достопримечательностью, привлекающей множество туристов.

## Галерея

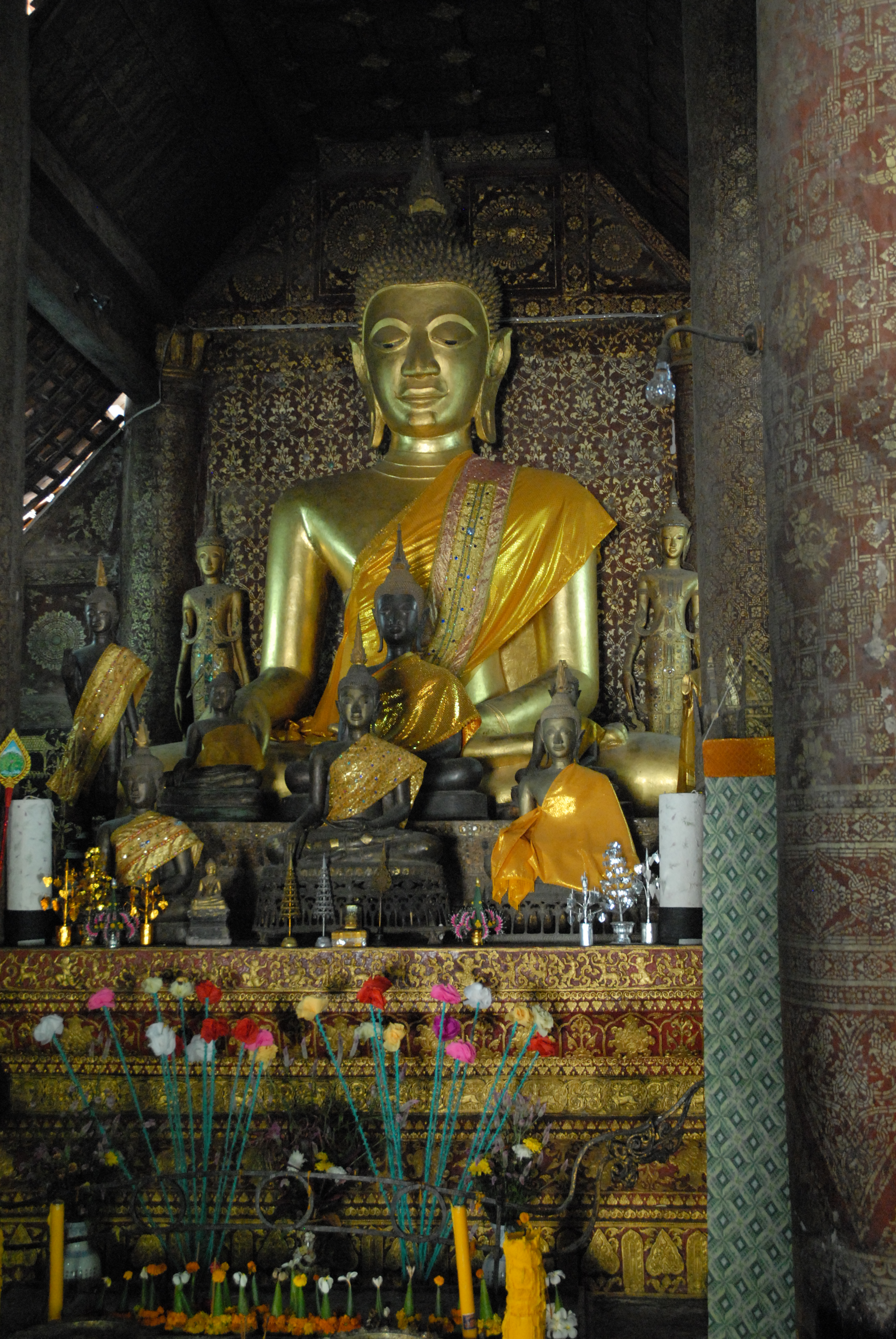
Статуи Будды в храме
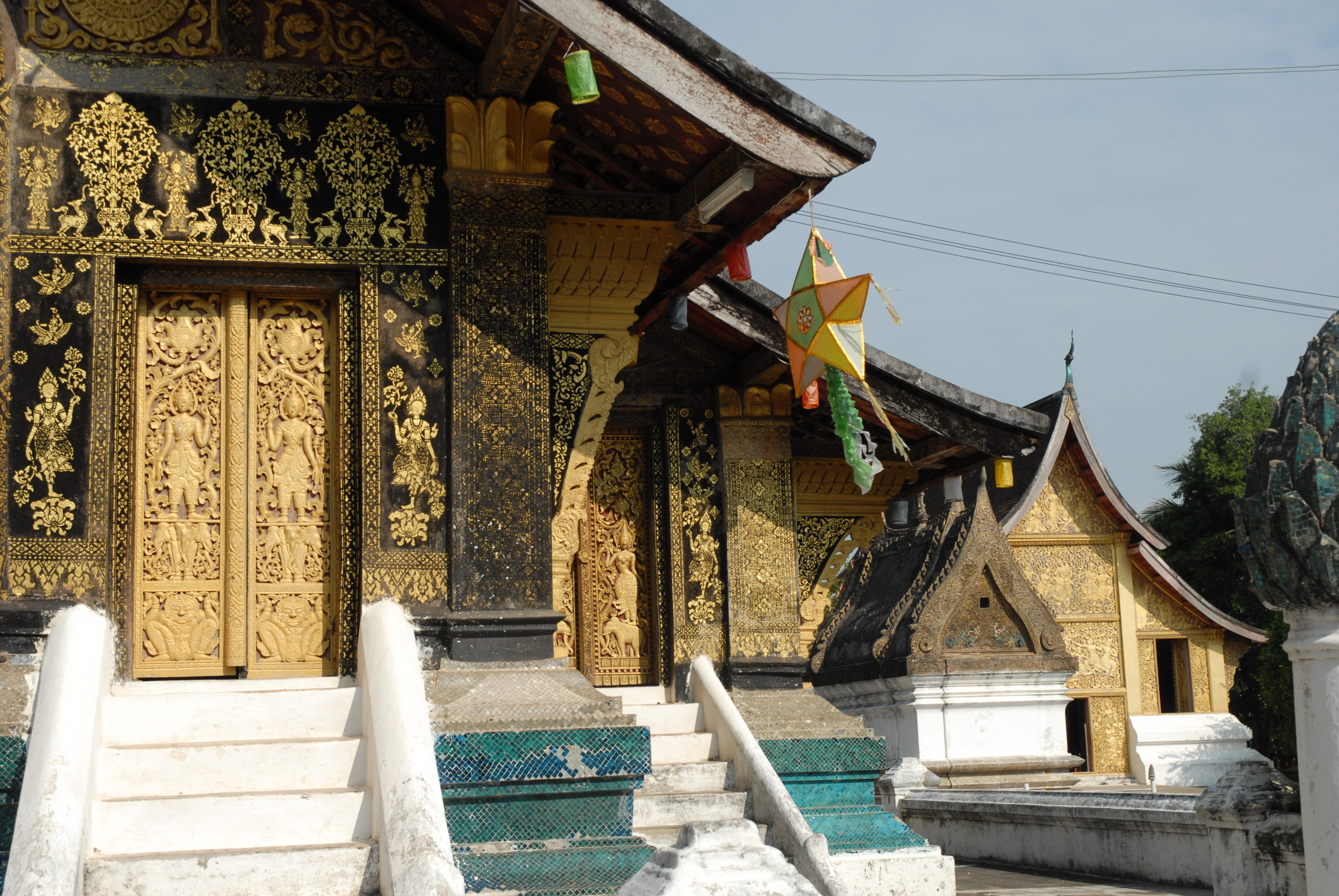
Одна из деталей фасада храма
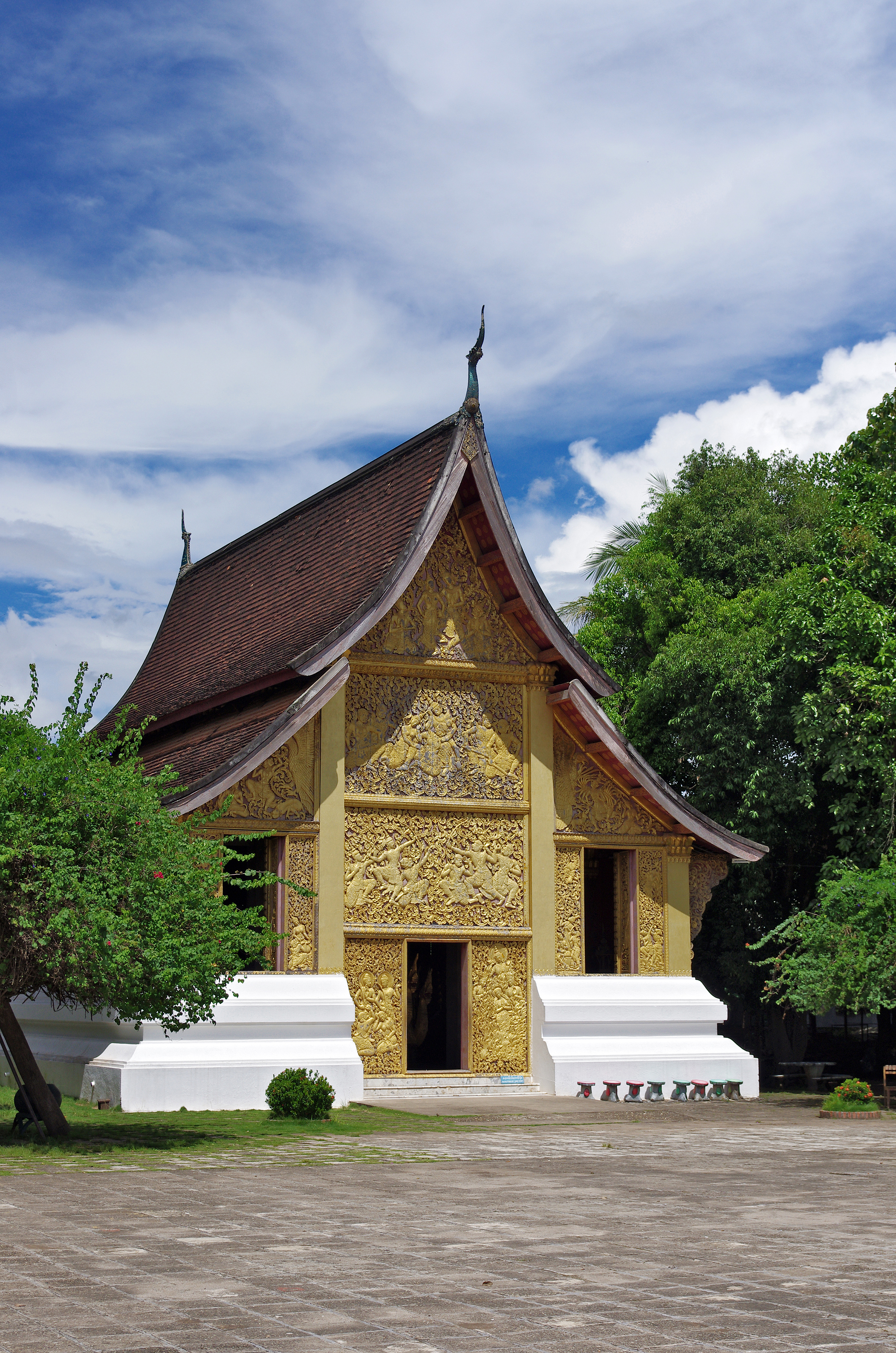
Похоронная часовня
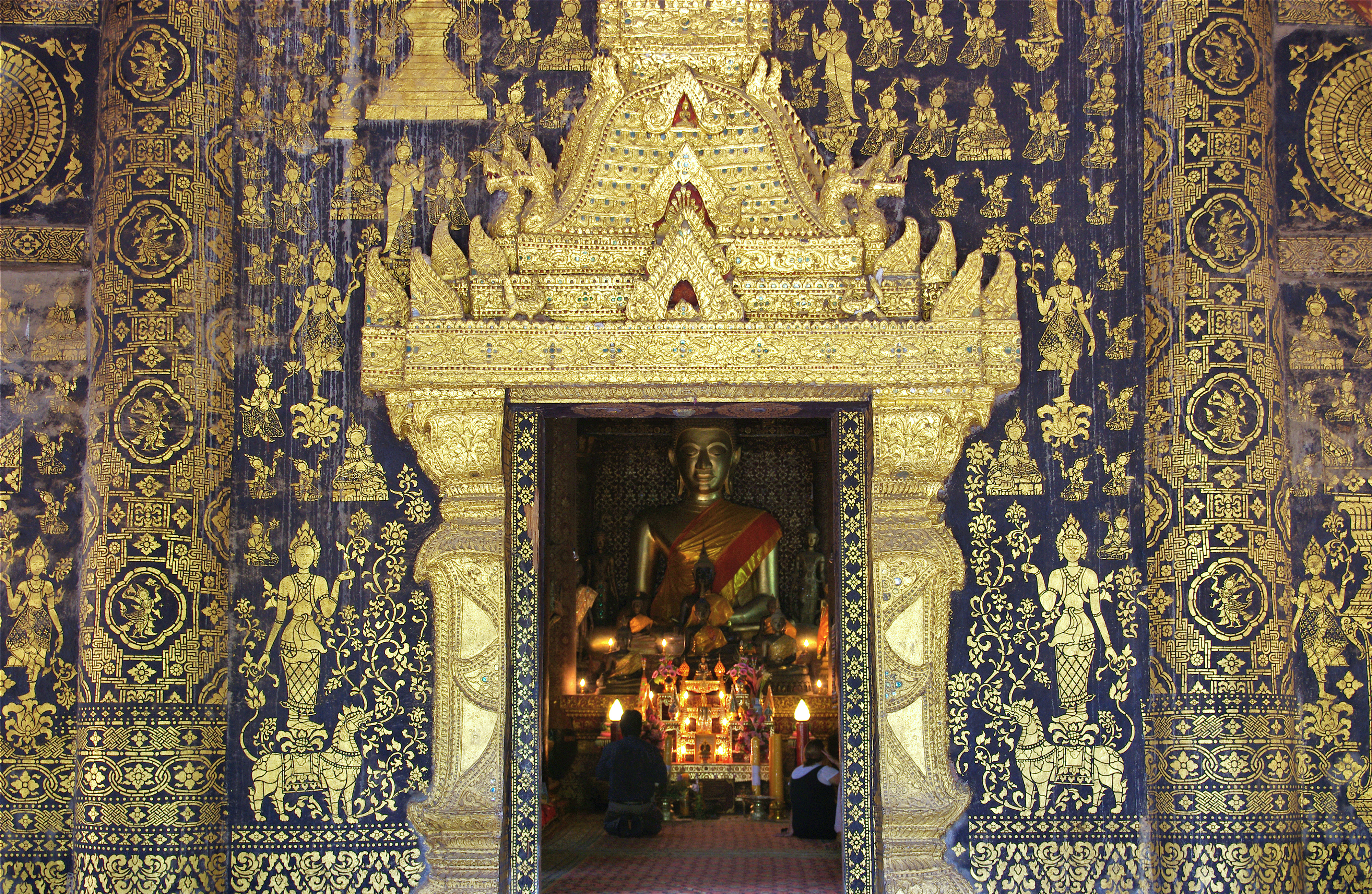
Вход в храм
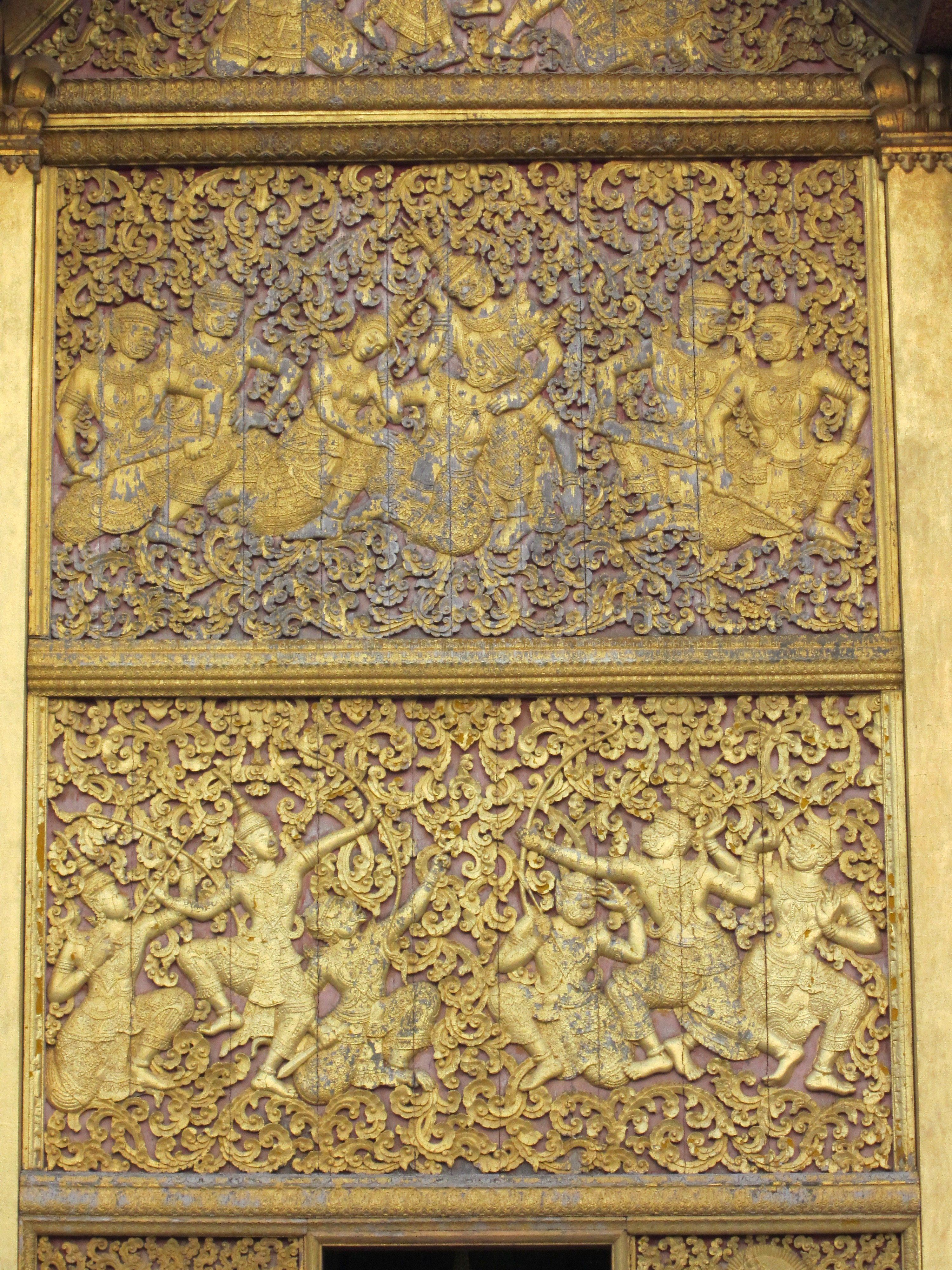
Золочёная резьба над входом